# たんねるSAGA
『たんねるSAGA』（たんねるサガ）は、1997年4月17日から2000年3月までサガテレビで放送されていた情報番組である。放送時間は毎週月曜 19:00 - 20:00 （日本標準時）。
「たんねる」とは、佐賀弁で「探す」を意味する言葉である。

## 出演者

### 第1期
1997年度のメンバー。
- 奥田圭 - 本番組との入れ替わりで終了した『情報プラザDONDON DOようび』から引き続き出演。
- 古野由香理
- 木原麻美子

### 第2期
奥田圭降板後から木原麻美子降板までのメンバー。これ以後、司会3人にコメンテーターが加わる形になった。また司会が3姉妹、コメンテーターが彼女たちのお父さんとおじさんという設定で出演するようになった。
- 長女：荒尾千春
- 次女：松本由紀
- 三女：木原麻美子 - 結婚のために途中降板。
- お父さん（コメンテーター）：筒井ガンコ堂（エッセイスト）
- おじさん（コメンテーター）：加藤博一（佐賀県出身の野球評論家）

### 第3期
木原麻美子降板後から番組終了までのメンバー。
- 長女：荒尾千春
- 次女：松本由紀
- めい：松尾美佐
- お父さん（コメンテーター）：筒井ガンコ堂
- 叔父（コメンテーター）：加藤博一

## その他
- オープニングCG：北古賀紀行
- テーマソング：北村尚志（佐賀県在住のシンガーソングライター）

| スタブアイコン | サブスタブ | この項目は、まだ閲覧者の調べものの参照としては役立たない、テレビ番組に関連した書きかけの項目です。この項目を加筆・訂正などしてくださる協力者を求めています（P:テレビ/PJ:放送または配信の番組）。 |